# Qezelqāsh
Qezelqāsh (persiska: قزلقاش) är en ort i Iran.   Den ligger i provinsen Markazi, i den nordvästra delen av landet, 160 km väster om huvudstaden Teheran. Qezelqāsh ligger 2 269 meter över havet och antalet invånare är 107.
Terrängen runt Qezelqāsh är kuperad. Runt Qezelqāsh är det ganska glesbefolkat, med 27 invånare per kvadratkilometer. Närmaste större samhälle är Nowbarān, 17,0 km söder om Qezelqāsh. Trakten runt Qezelqāsh består i huvudsak av gräsmarker.